# Bas-Limbé
Bas-Limbé (en criollo haitiano Ba Lenbe) es una comuna de Haití, que está situada en el distrito de Limbé, del departamento de Norte.

## Secciones
Está formado por las secciones de:
- Garde Champètre (también denominada Bas Limbé)
- Petit Howars (también denominada La Fange, que abarca la villa de Bas-Limbé)

## Demografía
| Gráfica de evolución demográfica de Bas Limbé entre 2009 y 2015 |
|                                                                 |

Los datos demográficos contemplados en este gráfico de la comuna de Bas-Limbé son estimaciones que se han cogido de 2009 a 2015 de la página del Instituto Haitiano de Estadística e Informática (IHSI).